# Znakom'tes', Baluev
Znakom'tes', Baluev (Знакомьтесь, Балуев) è un film del 1963 diretto da Viktor Grigor'evič Komissarževskij.